# Diasterope canina
Diasterope canina är en kräftdjursart som beskrevs av Poulsen 1965. Diasterope canina ingår i släktet Diasterope och familjen Cylindroleberididae. Inga underarter finns listade i Catalogue of Life.